# Прямодзьобий очеретник
Прямодзьобий очере́тник (Limnoctites) — рід горобцеподібних птахів родини горнерових (Furnariidae). Представники цього роду мешкають в Південній Америці. Раніше рід вважався монотиповим і включав лише прямодзьобого очеретника, який був виділений у відновлений рід Limnoctites за результатами низки молекулярно-філогенетичних досліджень, які показали, що він відділився від криводзьобого очеретника приблизно 2 мільйони років тому. У 2019 році за результатами молекулярно-генетичного дослідження до роду Limnoctites була переведена також жовтогорла курутія, яку раніше відносили до роду Курутія (Cranioleuca).

## Види
Виділяють два види:
- Очеретник прямодзьобий (Limnoctites rectirostris)
- Курутія жовтогорла (Limnoctites sulphuriferus)

## Етимологія
Наукова назва роду Limnoctites походить від сполучення слів дав.-гр. λιμνη — болото і κτιτης — будівельник, мешканець.